# Lincoln-Zephyr
La Lincoln-Zephyr est un modèle d'automobile de luxe du constructeur américain Lincoln, produit de 1936 à 1942.
Commercialisée initialement comme une marque autonome, elle vise à combler l'écart entre la Ford DeLuxe d'une part et la Lincoln Model K (en) d'autre part, à la fois en termes de taille et de prix. Elle permet à Lincoln de disposer d'une seconde ligne de modèles, en concurrence avec la Chrysler Airflow, la Packard 120 ou encore les modèles LaSalle. La Lincoln-Zephyr est propulsée par un moteur V12, contrairement aux moteurs V8 et 8 cylindres en ligne de la concurrence. Toutefois, après l'abandon du modèle K en 1940, Lincoln concentre sa production sur la Zephyr, laquelle n'est alors plus pensée comme une marque périphérique. Elle servira par la suite de base à la première Lincoln Continental. 
La Lincoln-Zephyr a été conçue par Edsel Ford et dessinée par Eugene Turenne Gregorie. Elle était assemblée dans l'usine de la Lincoln Motor Company à Détroit, dans le Michigan.

## Présentation
Présentée le 2 novembre 1935, la Lincoln-Zephyr est extrêmement moderne avec un pare-brise bas et incliné, des ailes intégrées et un design aérodynamique, ce qui a influencé le nom, Zéphyr étant la personnification grecque du vent de l'ouest ou du nord-ouest. C'est l'une des premières voitures aérodynamiques à rencontrer le succès après l'échec commercial de la Chrysler Airflow. La Lincoln-Zephyr a un coefficient de traînée inférieur à celui de l'Airflow, en partie à cause de la calandre en forme de proue de la Zephyr, qui reflétait la popularité des vedettes de plaisance comme Chris-Craft. 
La Lincoln-Zephyr a permis de relancer les ventes du constructeur à la fin des années 1930, et à partir de l'année modèle 1941, toutes les Lincoln sont basées sur la Zephyr, de telle sorte que la marque Lincoln-Zephyr est progressivement abandonnée. 
La production annuelle n'a jamais été importante mais représente une grande partie des ventes de la marque. La première année, 15 000 exemplaires ont été vendus, soit 80 % des ventes totales de Lincoln. 
Elle est proposée sous différentes carrosseries : coupé à deux portes, berline et cabriolet à deux ou quatre portes, avec conduite à droite pour l'exportation, et les seules options proposées étaient une horloge électrique, une sellerie en cuir et un ensemble de bagages Louis Vuitton. La berline à deux portes était proposée à 1 275 dollars (27 995 dollars en 2023) et la berline à quatre portes à 1 320 dollars (28 983 dollars en 2023).
La production est interrompue par l'entrée en guerre des États-Unis en 1942 et la réquisition des capacités industrielles pour l'effort de guerre. La dernière Zephyr est ainsi produite le 10 février 1942. Après la guerre, la plupart des constructeurs reprennent la production de leur gamme d'avant-guerre, et Lincoln ne fait pas exception. Le nom Zephyr n'est cependant plus utilisé, les voitures étant simplement appelées Lincoln, suivi de la dénomination de leur carrosserie.
L'idée d'une voiture de luxe plus petite et plus moderne pour combler le vide dans la gamme traditionnelle de Lincoln sera repris par la Lincoln Lido de 1950, la Lincoln Versailles de 1977, la Continental de 1982 et la Lincoln LS de 2000. Le nom Zephyr sera par ailleurs ressuscité en 2006 mais le véhicule sera rapidement rebaptisée MKZ dès 2007.

## Galerie

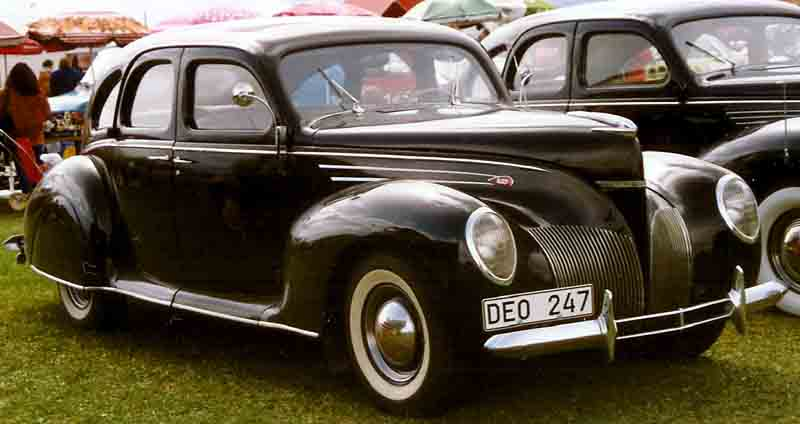
Berline 4 portes, 1939.
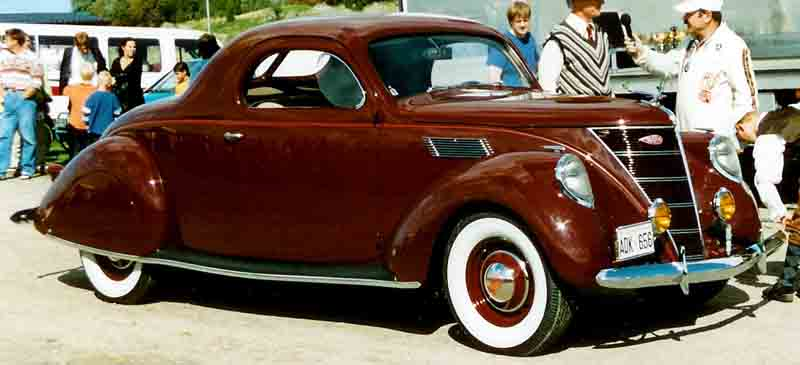
Coupé, 1937.
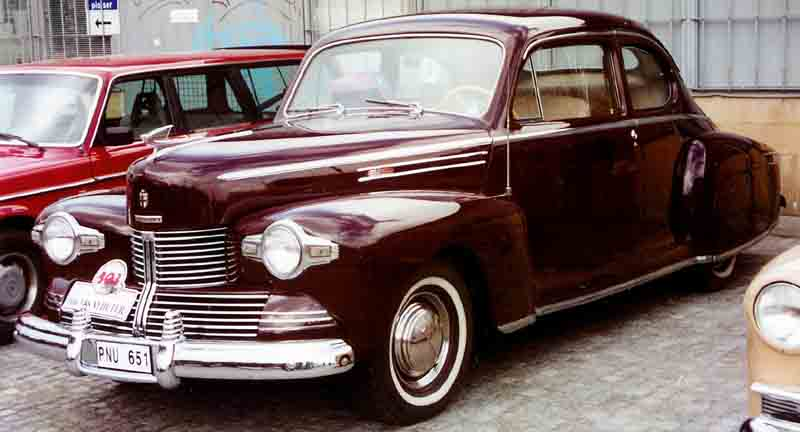
Coupé, 1942.
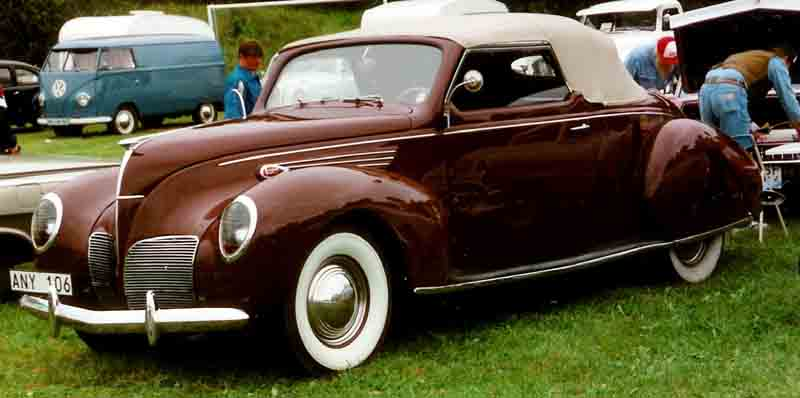
Cabriolet 2 portes, 1938.
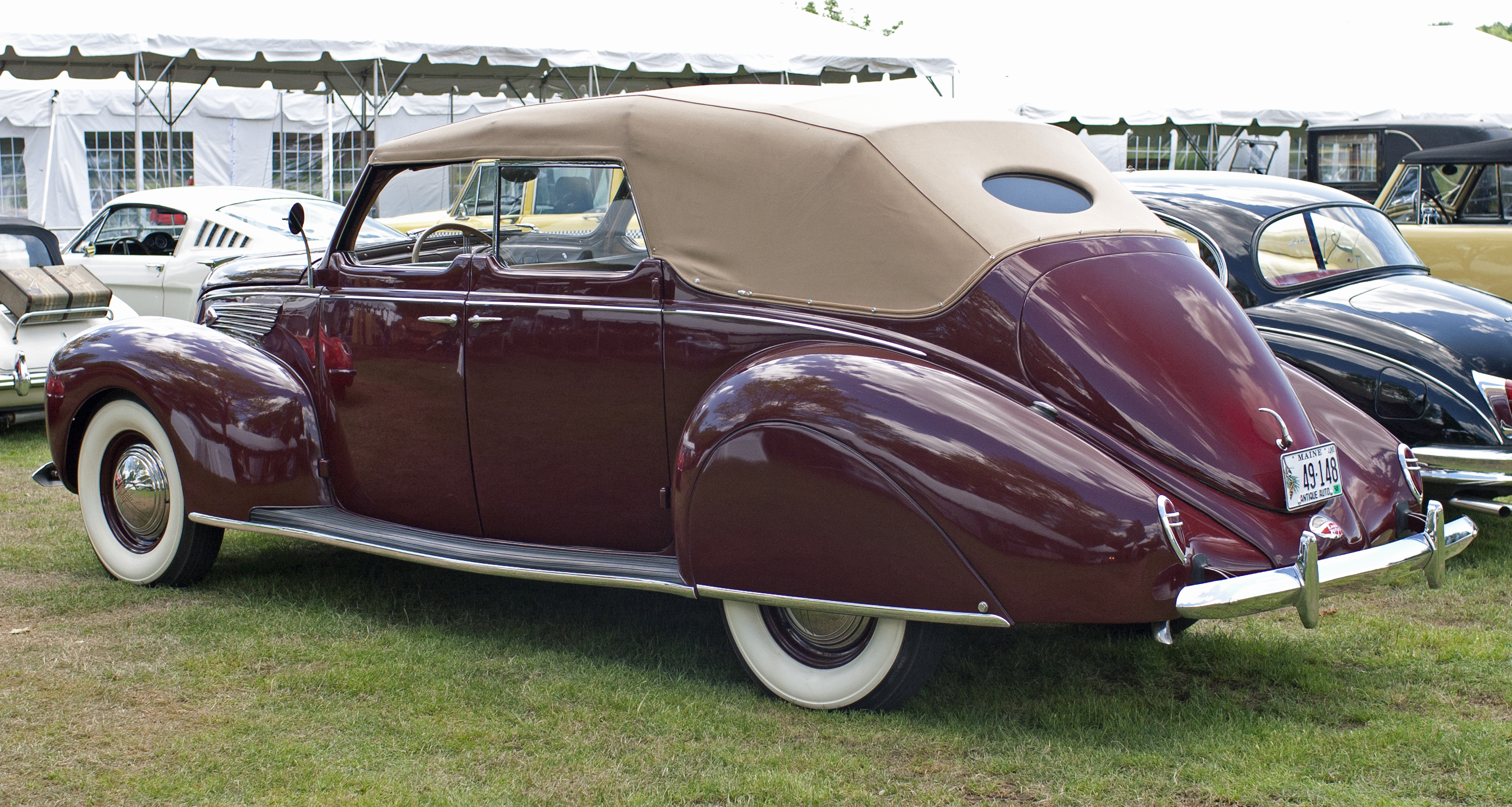
Cabriolet 4 portes, 1938.